# Mitre Sports International
Mitre Sports International Ltd. (укр. Майтр) — британська компанія, один з найстаріших світових виробників спортивних товарів. Заснована в 1817 році Бенджамином Круком у Гаддерсфілде, Англія.

## Короткий опис компанії
Mitre займається виробництвом футбольних, нетбольних та регбійних м'ячів, спортивного інвентарю, одягу та аксесуарів.
На даний час компанія використовує м'яч Mitre Delta Hyperseam для професійних матчів.
Компанія є офіційним постачальником м'яча Кубка футбольної ліги Англії, Футбольної Лігі Англії, Шотландської Прем'єр-ліги і Трофею футбольної ліги.
В Україні є офіційним партнером ПФЛ.

## Історія
1817 рік — Бенджамином Круком на півночі Англії була заснована невелика шкіряна фабрика.
1888 рік — Почалося масове виробництво футбольних м'ячів. Завдяки замовленням Англійської футбольної ліги, «Mitre» і «Thomlinson's of Glasgow» були першими компаніями-постачальниками. Ці фірми переконували покупців, що головною конкурентною перевагою товару було те, що форма їх м'ячів не мінялась у процесі гри. Якість і міцність шкіри і швів — ось, що було їх головним козирем. Найкращі сорти шкіри бралися з огузка туші корови і йшли на виробництво найякісніших моделей м'ячів. У той час як менш міцна шкіра лопатки йшла на виробництво більшості дешевих м'ячів.
1959 рік — компанія Mitre розширила свою діяльність, яка в різні роки виробляла сумки і екіпірування для крикету, спортивне обладнання для сквошу, бадмінтону, тенісу, більярду та гольфу.
1964 рік — видатний футболіст Манчестер Юнайтед Деніс Лоу стає першим офіційним представником Mitre.
1966 рік — М'яч Mitre стає офіційним м'ячем Футбольної асоціації Англії. Протягом наступних 40 років використовуються м'ячі Mitre.
1977 рік — Мухаммед Алі виступає в шортах та взутті Mitre в своєму 59-му професійному бою проти Леона Спінкса.
1986 рік — Кубок Футбольної ліги, Футбольна асоціація Англії і Шотландська футбольна асоціація грають м'ячем Mitre Delta 1000. До наших днів жоден виробник не перевершив цей результат.
1987 рік — М'яч Mitre — офіційний м'яч Чемпіонату світу з регбі.
1992 рік — Mitre стає офіційним постачальником м'ячів для новоствореної Англійської Прем'єр-ліги з легендарним м'ячем Ultimax. Це був перший синтетичний м'яч, і з цього моменту м'ячі, зроблені зі шкіри, відходять у минуле. Ultimax є найшвидшим футбольним м'ячем в світі, з досягнутою при технічних тестах швидкістю в 114 миль на годину.
1995 рік — Компанію Mitre придбала одна з найбільших спортивних британських корпораціїPentland Group.
2001 рік — Логотип «Дельта» був змінений на «Комету».
2007 рік — Запуск революційного м'яча Revolve. Вперше кожен футбольний клуб Англійської Ліги отримує м'яч власної забарвлення. Підписані контракти з клубами «Іпсвіч Таун» і «Хаддерсфілд Таун».
2008 рік — Підписано контракт з гравцем збірної Нової Зеландії з регбі Люком МакКалістером.
2010 рік — Запуск нового м'яча Tensile, що має 10-панельний крій. Підписано контракт з воротарем збірної Австралії з футболу Марком Шварцером.
2013 рік — Запуск оновленого м'яча Delta V12, що має 12-панельну конструкцію та зшитий вручну.
2015 рік — поява м'ячів по новій технології зварних швів Hyperseam.

## Продукція

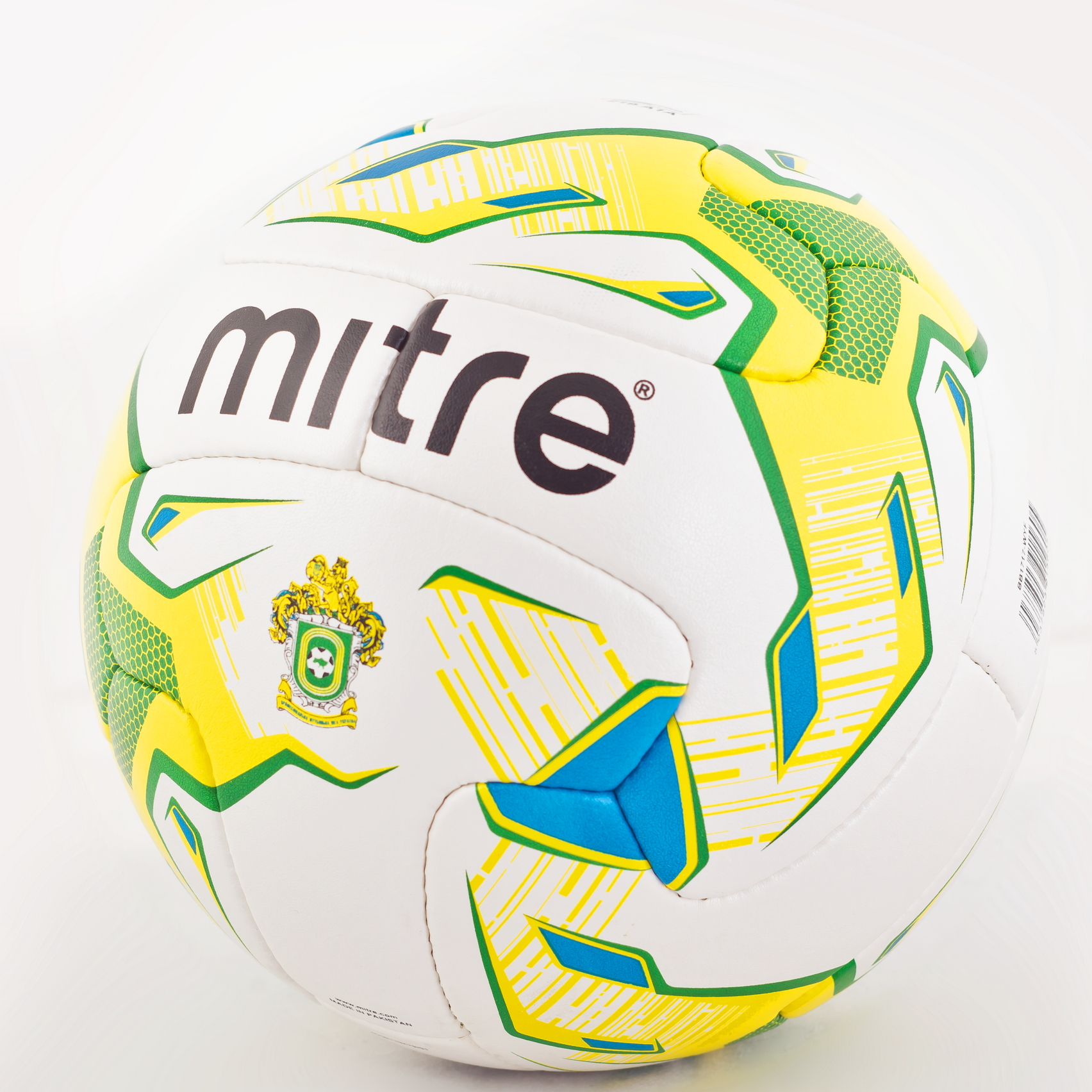
М'яч Mitre Delta V12S ПФЛ України

На даний час Mitre виробляє великий асортимент футбольного та іншого спортивного екіпірування, спортивного одягу та взуття для різних відів спорту. За виробництвом футбольних м'ячів компанія Mitre займає третє місце в світі. У компанії працює провідний розробник футбольних м'ячів Данкан Андерсон.

## Спонсорство
Нижче представлений список команд, асоціацій і гравців, які використовують м'ячі, екіпірування та одяг Mitre:

##### Південна Америка
- Альдосіві
- Арсенал
- Банфілд
- Крусеро дель Норте
- Juventud Unida Universitario
- Сан-Мартін
- Textil Mandiyú
- Сантьяго Вондерерз

- Уачипато
- La Serena
- Ñublense
- Curicó Unido
- Кобрелоа
- Coquimbo Unido
- Rangers de Talca
- Puerto Montt

- О'Хігінс
- Депортіво Калі
- Депортес Толіма
- Ередіано
- Альянса
- Колехіо Насьональ Ікітос
- Серро

##### Азія
- Міто Холліхок
- Мацумото Ямага

- Тангеранг Вулвз
- Реал Матарам

- Богор Райя
- Хуганг Юнайтед

##### Європа
- Сеннер'юск
- Академія Гленна Годдла

- Гаддерсфілд Таун
- Іпсвіч Таун

- Верія
- Скала (Стрий)
- Кристал (Херсон)
- Енергія
- Арсенал-Київщина

##### Океанія
- Football Federation Victoria
- Queensland FA
- Сідней Юнайтед

- Мельбурн Найтс
- Канберра Сіті

- Норсерн Тайгерс
- Тафф Кантс

### Асоціації
Mitre є офіційним постачальником наступних футбольних асоціацій:
- Кубок Футбольної ліги
- Футбольна ліга Англії
- Трофей Футбольної ліги
- Футбольна федерація Сан-Марино

- Шотландська Прем'єр-ліга
- Прем'єр-ліга (Уельс)
- Soccer Comp
- Національна Федерація Панамського Футболу

### Гравці
- Марк Шварцер
- Ендрю Пламмер
- Нік Джордан
- Нік Джапп

- Том Сміт
- Ліам О'Браєн
- Андрій Бухлицький
- Чед Гарпур
- Ієн Джойс